# Petar Muslim
Petar Muslim (né le 26 mars 1988 à Split) est un joueur de water-polo croate, attaquant du Primorje Rijeka.
Il est champion olympique en 2012.